# Suhor pri Dolenjskih Toplicah
Suhor pri Dolenjskih Toplicah je naselje u slovenskoj Općini Dolenjskim Topllicama. Suhor pri Dolenjskih Toplicah se nalazi u pokrajini Dolenjskoj i statističkoj regiji Jugoistočnoj Sloveniji. 

## Stanovništvo
Prema popisu stanovništva iz 2002. godine naselje je imalo 57 stanovnika.